# Limnophila erecta
Limnophila erecta är en grobladsväxtart som beskrevs av George Bentham. Limnophila erecta ingår i släktet Limnophila och familjen grobladsväxter. Inga underarter finns listade i Catalogue of Life.